# 오쿠사촌 (나가사키현)
오쿠사촌(大草村)은 나가사키현 니시소노기군에 있던 촌이다. 현재의 이사하야시 다라미 지역의 중부에 해당한다.

## 역사
- 1889년 4월 1일 - 정촌제 시행에 의해 니시소노기군 오쿠사촌이 성립하였다
- 1955년 2월 11일 - 기키쓰촌, 이키리키촌과 합병해 다라미촌이 성립하여, 이키리키촌은 지자체로서 소멸하였다

## 교통

### 철도
- 일본국유철도
  - 나가사키 본선

## 참고문헌
- 角川日本地名大辞典 42 長崎県
- 西彼杵郡現勢一班「大草村現勢概要」 1925年（国立国会図書館デジタルコレクション）